# Динамометр

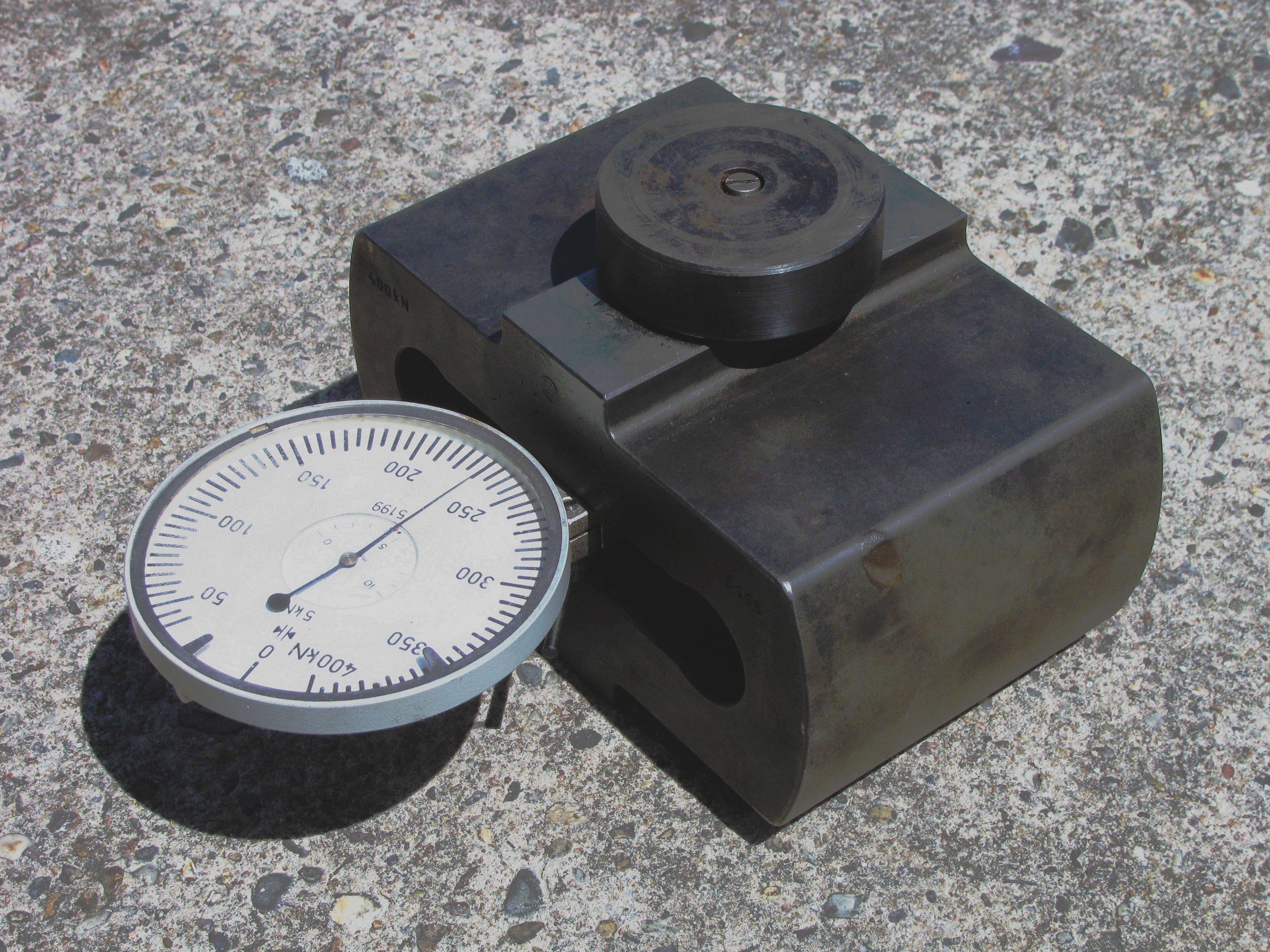
Динамометр общего назначения на 400 кН

Динамо́метр (от др.-греч. δύναμις — «сила» и μέτρεω — «измеряю») — прибор для измерения силы или момента силы, состоит из силового звена (упругого элемента) и отсчётного устройства. В силовом звене измеряемое усилие вызывает деформацию, которая непосредственно или через передачу сообщается отсчётному устройству. Существующими динамометрами можно измерять усилия от долей ньютонов (Н, долей кгс) до 20 МН (2000 тс). По принципу действия различают динамометры механические (пружинные или рычажные), гидравлические и электронные. Иногда в одном динамометре используют два принципа.

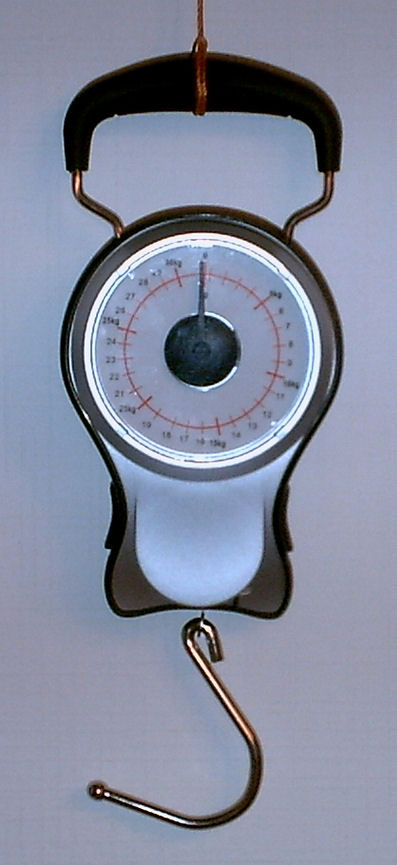
Пружинные весы

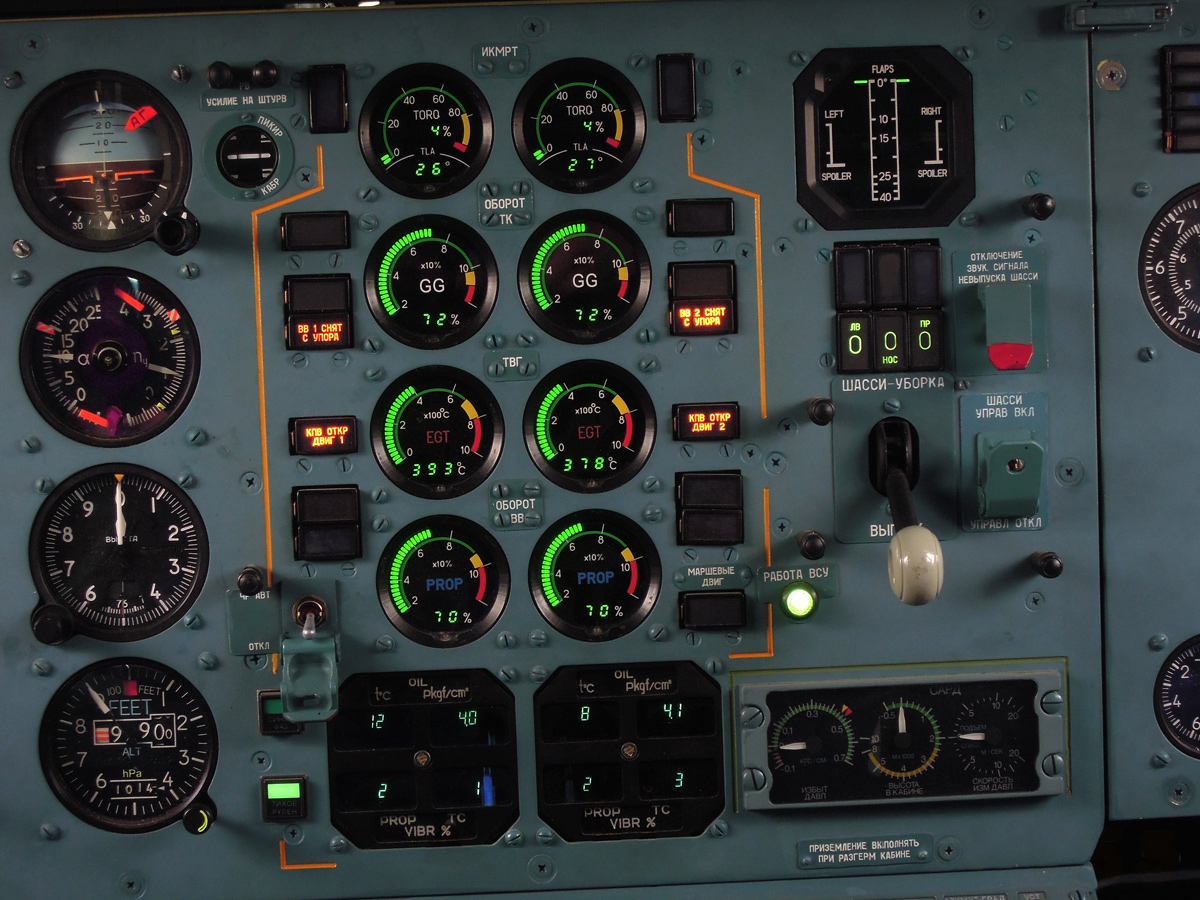
Приборная доска самолёта Ан-140, самая верхняя пара приборов — ИКМ двигателей, 4 % — крутящий момент на минимальном режиме («тихое руление»)

## История создания прибора
Первыми приборами для измерения силы стали весы, первое изображение которых было напечатано в 1726 году. Около 1830 года Сальтер предложил более удобное устройство: для измерения силы в нём использовалась пружина, которая растягивалась грузом. Ещё раньше Ренье изобрёл динамометр с циферблатом, в котором использовалась кольцеобразно-замкнутая пружина. Более поздними изобретениями являются нажим Прони и динамометры Томсона, Геффнер-Альтенека, Броуна и Межи.

## Принцип действия
Существует несколько типов динамометров: механические динамометры (рычажные и пружинные), а также гидравлические и электрические.

### Механический динамометр
Существует два вида механических динамометров: пружинный и рычажный. В пружинном динамометре сила или момент силы передаётся пружине, которая в зависимости от направления силы сжимается или растягивается. Величина упругой деформации пружины пропорциональна силе воздействия и регистрируется. В рычажном динамометре действие силы деформирует рычаг, величина деформации которого после регистрируется.

### Гидравлический динамометр
Действие гидравлического динамометра основано на вымещении измеряемой силой жидкости из цилиндра. Под давлением жидкость поступает по трубке к записывающему аппарату или датчику и регистрируется. Гидравлический динамометр используется как измеритель крутящего момента (ИКМ) двигателя турбовинтового самолёта, его данные используются для оценки работы двигателя, а также для автоматического флюгирования винта при отказе двигателя. ИКМ может быть выполнен в виде нескольких цилиндров, удерживающих корпус планетарного редуктора винта от проворота — давление, требуемое для удержания, является функцией крутящего момента, такой ИКМ входит в состав редуктора двигателя АИ-20 и многих других. В редукторе же двигателя НК-12 бомбардировщика Ту-95 и транспортного самолёта Ан-22, приводящем соосные винты, разместить такой ИКМ негде, поэтому там ИКМ выполнен внутри приводного вала — за счёт скручивания вала меняется расход масла через щель.

### Электрический динамометр
Электрический динамометр состоит из датчика, который преобразует деформацию от воздействия силы в электрический сигнал, и дополнительного датчика, который усиливает и записывает электрический сигнал первого датчика. Для преобразования силы или момента силы в деформацию используются индуктивные, пьезоэлектрические, тензорезисторные и вибрационно-частотные датчики сопротивления. Под действием силы датчик деформируется и токи моста сопротивления изменяются. Сила электрического сигнала прямо пропорциональна деформации элемента и в итоге силе воздействия. Второй датчик усиливает сигнал и записывает его для последующей обработки.

## Примеры повседневного использования
В повседневной жизни прибор используется для измерения силы сжатия створок автоматически закрывающихся систем, таких как двери автобусов, трамваев, вагонов поездов, метро, а также двери пассажирских и грузовых лифтов, гаражные ворота, автомобильные окна, сдвигающиеся люки на крыше и так далее. Так как все эти системы могут в случае неправильной юстировки стать причиной травм, разработаны и внедрены технические нормы, определяющие предельные значения сил сжатия в закрывающихся системах. Данные нормы обязательны во всех странах Европейского союза, а также используются в США, Японии, Китае, Саудовской Аравии, Австралии и других странах мира.